# Lancelot von Brederode

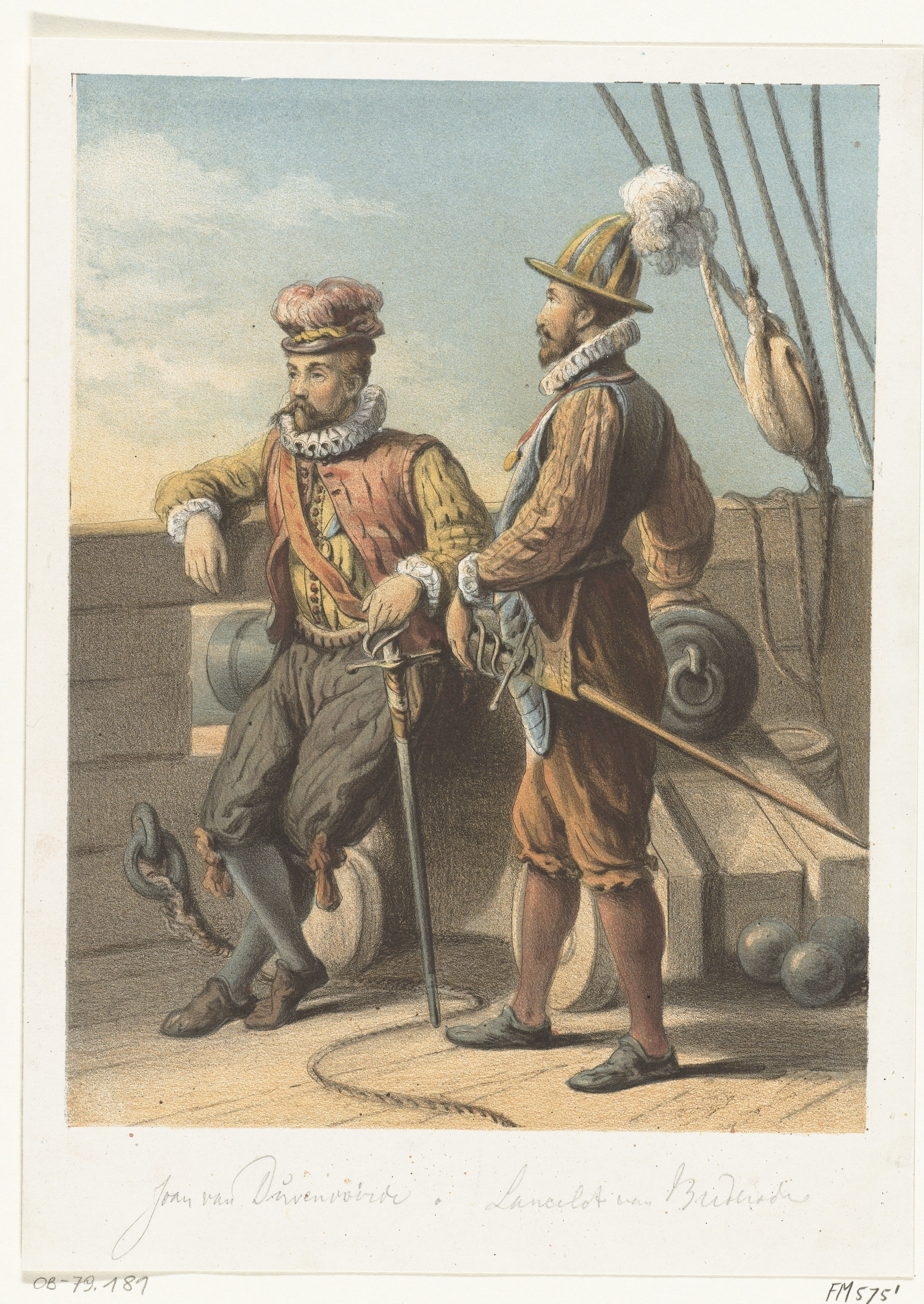
Die Wassergeusen Jan van Duivenvoorde und Lancelot van Brederode (Darstellung von Johannes Hilverdink)

Lancelot van Brederode († 20. Juli 1573 in Schoten) war ein Vizeadmiral der Wassergeusen sowie Kapitän in der Armee von Ludwig von Nassau-Dillenburg.

## Biografie
Lancelot war ein außerehelicher Sohn von Reinoud III. van Brederode, 11. Heer von Brederode, Souveräner Herr von Vianen, Erbburggraf von Utrecht aus dem Geschlecht der Brederode und von Anna Simonsdochter. Der „Große Geuse“, Graf Heinrich von Brederode war sein Halbbruder. Van Brederode flüchtete im Jahre 1567 aus Holland, um als Offizier unter Ludwig von Nassau zu dienen. Er leitete die Verteidigung der Stadt Haarlem, das von spanischen Truppen eingeschlossen war. Nach der Übergabe von Haarlem an die Spanier wurde Lancelot van Brederode geköpft.
Lancelot van Brederode war mit Adriana van Blois van Treslong verheiratet, sowie der Vater des Diplomaten und Staatsmannes Reinoud van Brederode, welcher unter anderem mit Geertruid van Oldenbarnevelt, Tochter von Landesadvokat Johan van Oldenbarnevelt, verehelicht war. 